# Judy Cornwell
Judy Valerie Cornwell (født 22. februar 1940) er en engelsk skuespillerinde, som nok mest er kendt som Daisy i den engelske tv-serie Fint skal det være.

## Biografi
Cornwells far tjente i RAF, og hun voksede op i England, hvor hun gik på en klosterskole, inden hendes familie emigrerede til Australien. Hun har skrevet om sine barndomsoplevelser i selvbiografi Adventures of a Jelly Baby. Hun vendte tilbage til Storbritannien, hvor hun blev professionel danser og komiker. I sine teenageår havde hun engagement som danser og komiker mellem nøgendanserne på Windmill Theatre, inden hun blev uddannet skuespiller. Hendes lange karriere omfatter roller i radioen i The Navy Lark, i det kontroversielle stykke Oh! What a Lovely War, egen tv-komedieserie Moody og Pegg og flere sæsoner med The Royal Shakespeare Company.

## Film Og TV
Cornwells filmroller omfatter bl.a. Mrs. Claus i filmen Santa Claus: The Movie.  På tv har hun optrådt i Dixon of Dock Green, Cakes and Ale, Bergerac, Doctor Who, flere episoder af Farrington of the F.O., The Famous Five, The Bill, Små og store synder, Miss Marple og Kriminalkommissær Barnaby. Hun har også optrådt i radioen som Wren Cornwell i The Navy Lark. Judy har også optrådt i BBC-sæbeoperaen EastEnders som Queenie Trott, den onde tyranniske mor til den elskelige taber Heather Trott. Hun er dog nok bedst kendt rollen som den elskelige arbejderklassehusmor Daisy i tv-serien Fint skal det være fra 1990-1995.

## offentliggjorte værker
Cornwell har udgivet en række bøger, herunder sin selvbiografi Adventure of a Jelly Baby (udgivet 2005), og flere romaner, herunder Cow and Cow Parsley i 1985, Fishcakes at the Ritz i 1989, The Seventh Sunrise i 1994 og Fear and Favour i 1996.

## Privatliv
Cornwell blev gift med John Kelsall Parry den 18. december 1960, og de har et barn. Hendes bedstemor var music hall-sangeren Sarah Bonner.

## Roller på TV
| År         | Titel                                        | Rolle         |
| ---------- | -------------------------------------------- | ------------- |
| 1974       | Moody and Pegg                               | Daphne Pegg   |
| 1976       | Cakes and Ale                                | Rosie         |
| 1980–1981  | The Good Companions,                         |               |
| 1983       | Jane Eyre                                    | Mrs. Reed     |
| 1985       | There Comes a Time                           | Vanessa James |
| 1987       | Doctor Who, "Paradise Towers"                | Maddy         |
| 1987       | Dorothy L. Sayers Mysteries, "Strong Poison" | Miss Booth    |
| 1990–1995  | Fint skal det være                           | Daisy         |
| 1992       | Nice Town                                    | Aunt Peggy    |
| 1996       | Famous Five, "Five on a Hike Together"       | Mrs. Baker    |
| 1998       | The Life and Crimes of William Palmer        | Mrs. Palmer   |
| 2007, 2008 | EastEnders                                   | Queenie Trott |

## Filmroller
| År   | Titel                            | Rolle         |
| ---- | -------------------------------- | ------------- |
| 1967 | Two for the Road                 | Pat           |
| 1967 | Jules Verne's Rocket to the Moon | Lady Electra  |
| 1968 | The Wild Racers                  | Pippy         |
| 1970 | Brotherly Love                   | Rosie         |
| 1970 | Stormfulde højder                | Nelly Dean    |
| 1970 | Every Home Should Have One       | Liz Brown     |
| 1971 | Whoever Slew Auntie Roo?         | Clarine       |
| 1985 | Santa Claus: The Movie           | Anya          |
| 1987 | Cry Freedom                      | Receptionist  |
| 1995 | Persuasion                       | Mrs. Musgrove |